# Dan Buckley

Dan Buckley é atualmente presidente da Marvel Entertainment.